# Pieczęć stanowa Alaski

Pieczęć stanowa Alaski

Pieczęć stanowa Alaski przedstawia brzeg morza. Góry są typowym krajobrazem. Nisko położone Słońce przypomina o przebiegającym tędy kole podbiegunowym. Z prawej (heraldycznie) strony umieszczono las, bogactwo drewna; hutę, zasoby mineralne oraz domy. Z lewej strony są statki, symbolizujące handel. Poniżej kobieta w XIX wiecznej sukni na bryczce. Na obramowaniu napis: „Pieczęć stanu Alaska”, między którego wyrazami umieszczono wydrę i rybę, symbolizujące faunę.

## Historia
Pierwsza pieczęć została zaprojektowana zaraz po zakupieniu Alaski. Wówczas stanowiła kolonię USA. Przedstawiała lodowce, północne słońce i Inuitów łowiących ryby.
W roku 1910 zgłoszono projekt przedstawiający Alaskę jako miejsce przemysłu i bogactw mineralnych.